# مناره ساربان
مناره ساربان در شمال محله جوباره (محلهٔ یهودی‌نشین اصفهان) واقع شده‌است و از زیباترین مناره‌های عهد سلجوقی می‌باشد که دارای تزئینات آجری و کاشی‌کاری است و در سده ششم هجری، میان سال‌های ۵۲۵ و ۵۵۰ هجری قمری، ساخته شده‌است.

## معماری
مناره حدود ۵۴ متر بلندی دارد و دارای ۱۳۵ پله است. از بلندای آن، درون و پیرامون شهر به خوبی مشاهده می‌شود و معرف سبک خاص معماری دوران سلجوقی در اصفهان است.
این مناره دارای سه رشته سنگ‌نبشته به خط کوفی بر زمینه کاشی است. بخش اول آن آجرچینی ساده‌است. بخش‌های دوم و سوم آن دارای تزیینات عالی آجری می‌باشد. بخش چهارم آن تاج اول مناره است که مقرنسهای آجری توأم با کاشی‌های فیروزهای دارد. بخش پنجم آن تزیینات آجری است. بخش ششم آن تاج دوم مناره‌است و بخش هفتم آن تارُک مناره است. در قاعده دو تاج این مناره دو کتیبه زیبای فیروزه‌ای رنگ دیده و خوانده می‌شود.
گفته می شود که پیش تر، در کنار این مناره مسجدی وجود داشت که در حال حاضر از بین رفته است. همچنین در زیر منار ساربان فضایی خالی وجود داشته است که به عنوان زیرزمین از آن استفاده می‌شده است اما در سال 1324 خورشیدی این فضای خالی کاملا پر و مسدود گردیده است.

## کتیبه‌ها
این مناره با آجر چینی برجسته و همچنین آجرهای تراشیده و کاشیکاری معرق به سبک خط کوفی ریحان تزئین شده‌است، کتیبه‌های موجود در مناره ساربان سه عدد هستند که با خط کوفی نوشته شده‌اند، مفاد کتیبه اول که با کاشی‌های آبی رنگ ساخته شده شامل عبارات مذهبی است.
در دومین کتیبه که آن نیز به کاشی آبی مزین است، آیه ۳۳ از سوره فصلت آمده‌است. (این آیه در مناره سین نیز نوشته شده‌است). سومین کتیبه به خط کوفی مربع با آجر تراشیده بر زمینه‌ای از کاشی‌های آبی ساخته شده و در آن از پیامبر (ص) و خلفای راشدین یاد شده‌است.

## کج‌شدگی مناره
این مناره به دلیل نشست نامتقارن در پایه‌های آن حدود هشت درجه به سمت جنوب شرقی منحرف شده‌است. این نشست نامتقارن می‌تواند به دلیل اختلالات موجود در شالودهٔ آن یا به دلیل تغییرات متوالی در سطح تراز ایستایی در سفره آب زیرزمینی یا استفاده از چاهک‌های آب منازل اطراف باشد.

## نگارخانه

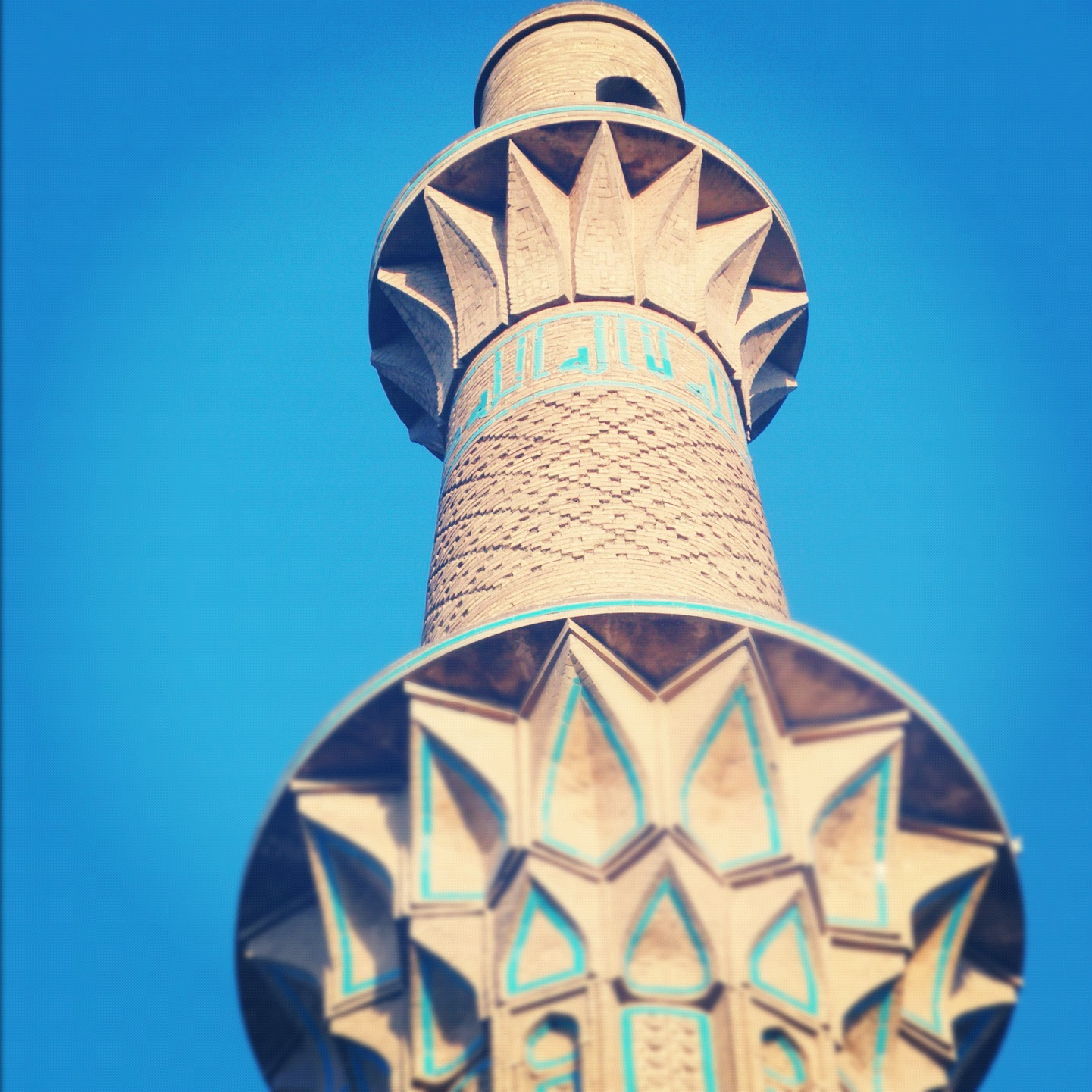
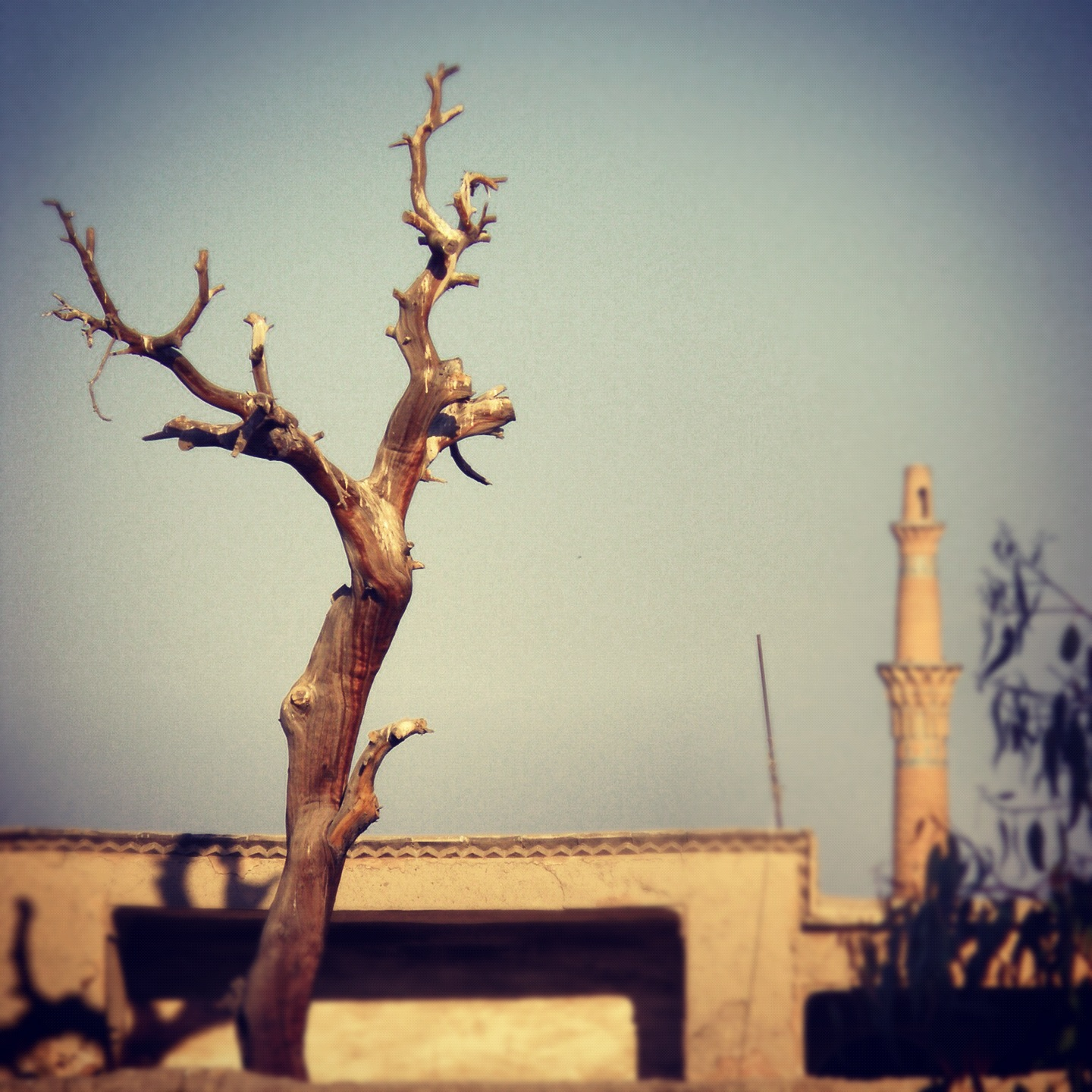
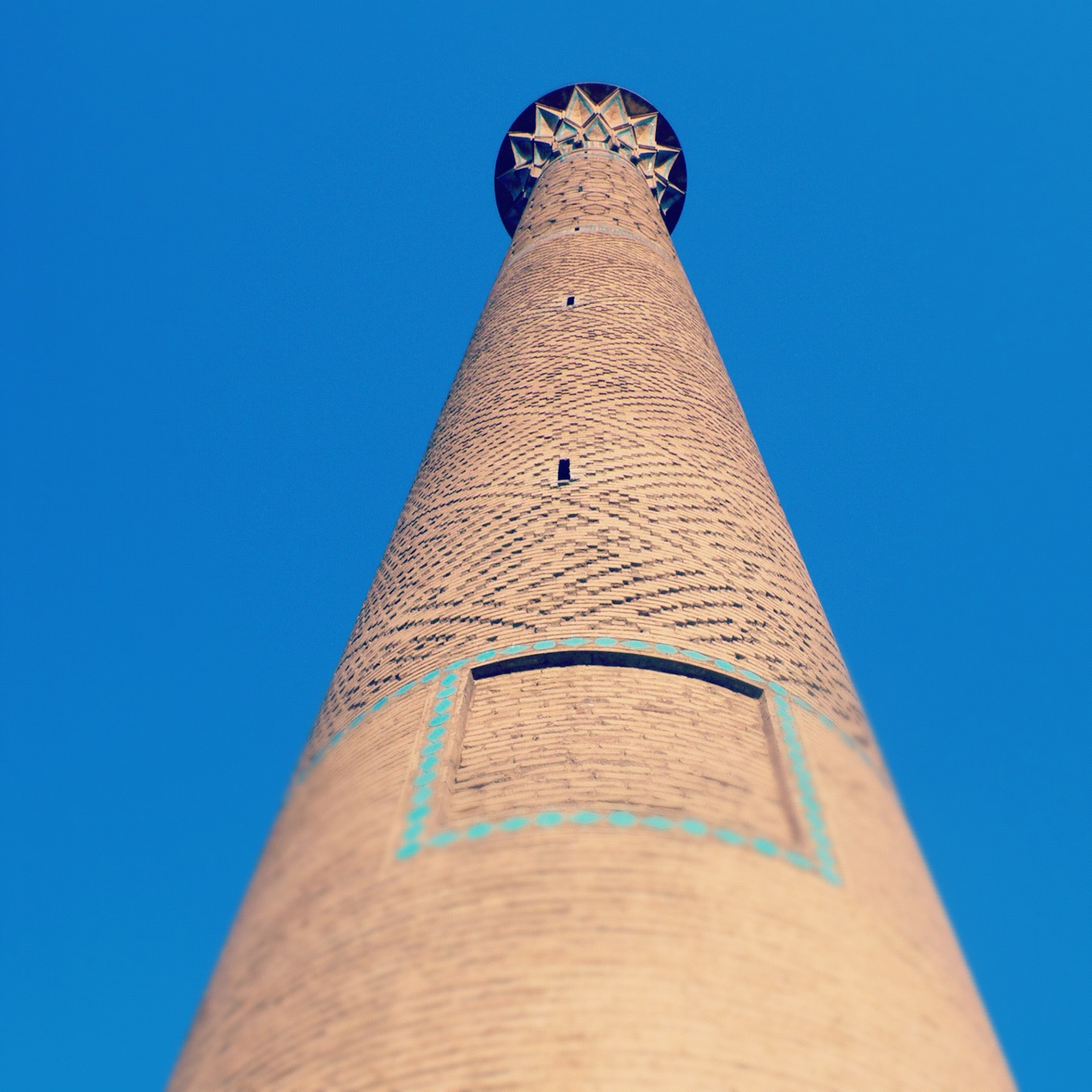
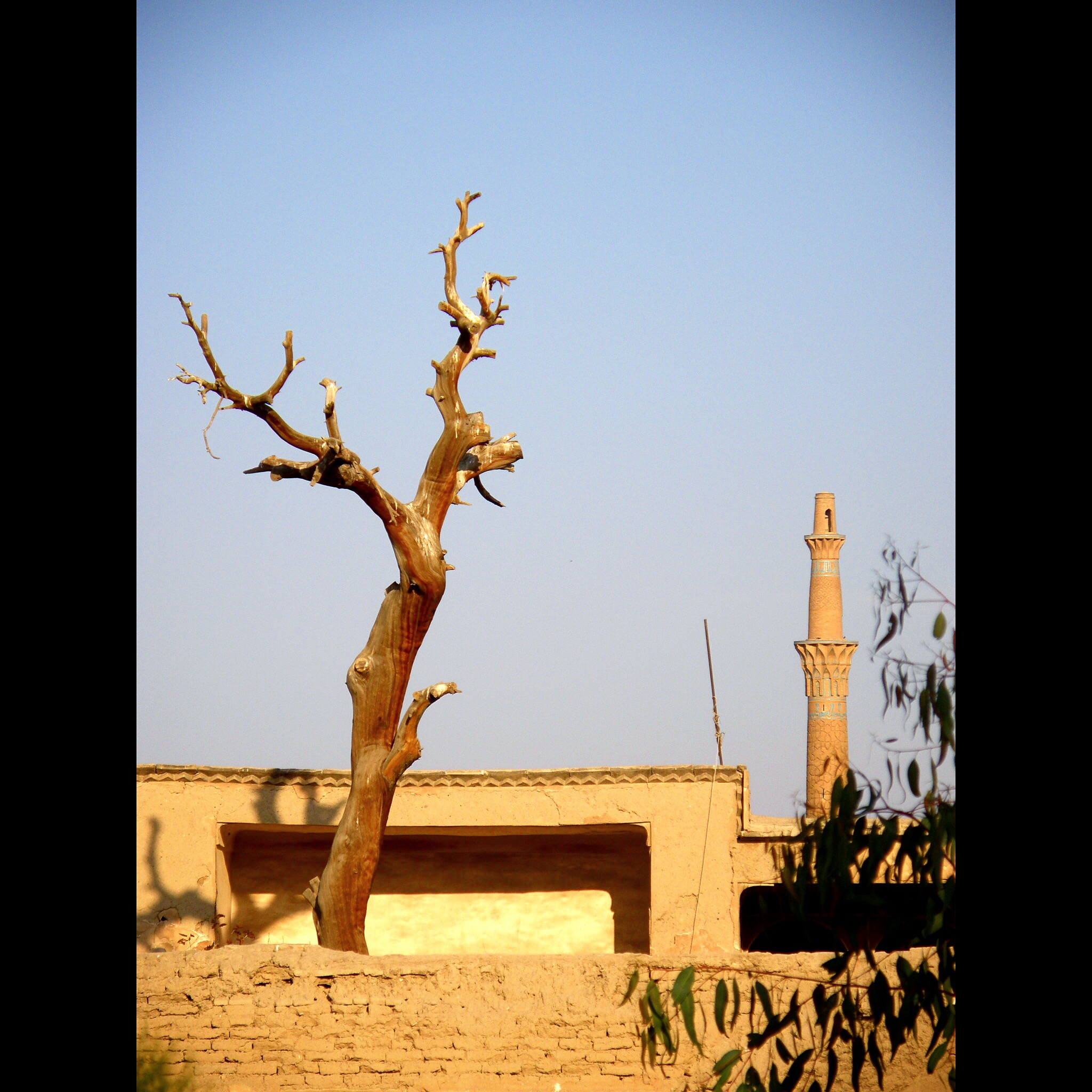
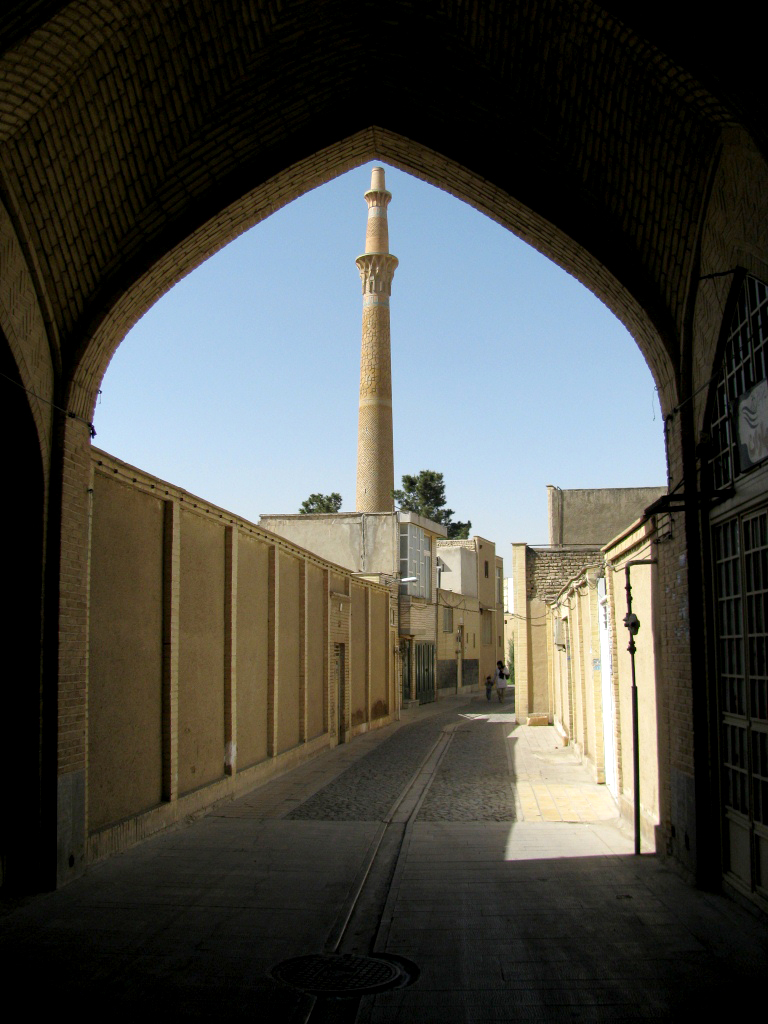